# Kossi Agassa
Kossi Agassa, född 2 juli 1978 i Lomé i Togo, är en togolesisk före detta fotbollsmålvakt.
Han spelade för Togos landslag i fotbolls-VM 2006.